# 526 v.Chr.
Het jaar 526 v.Chr. is een jaartal volgens de christelijke jaartelling.

## Gebeurtenissen

### Egypte
- Koning Psammetichus III (526 - 525 v.Chr.) de zevende farao van de 26e dynastie van Egypte.
- Psammetichus III probeert de ernstige dreiging van de Perzen te keren.

### Perzië
- Koning Cambyses II begint een veldtocht naar Egypte.

### Griekenland
- Hippias, de zoon van Pisistratus wordt archont van Athene.

## Overleden
- Amasis, farao van Egypte